# 平野雨龍
平野 雨龍（ひらの うりゅう、1994年1月31日 - ）は、日本の女性着物モデル、社会運動家、舞台女優。かつては本名及び平野鈴子として活動していたが、2021年1月31日に正式に改名して平野雨龍となった。政治団体「雨龍会」代表。本名は荻野 鈴子。
2019年の香港民主化運動を契機に注目され、「日本で送中条令に反対する第一人者」と称されている。ウイグル人権問題や中国人移民政策の見直しなどを訴えて活動しており、台湾や香港でも報道された。
2025年の第27回参議院議員通常選挙において、東京都選挙区から無所属で立候補。中国人移民の規制強化や、台湾・香港との関係深化を掲げる最年少候補となった。
台湾メディアでは「反送中女神」という名称が使われることがある。

## 背景
千葉県生まれで兄弟が2人いる。母方の曽祖父（母方祖父の父）は佐賀共立産業専務や国際電設（旧：船舶無線電信電話、現：コムシスエンジニアリング）常務取締役を歴任した加藤芳春。なお、曽祖父・芳春の妹・正子は第2代佐賀銀行頭取を務めた土井末夫に嫁いだ。母方の高祖父（母方祖母の祖父）は鹿島組（現：鹿島建設）元監査役の長谷川乙蔵。
中学生の頃、父親から理不尽なドメスティックバイオレンスを受け、心的外傷後ストレス障害 (PTSD) に苦しみ自殺を図ったこともある。成人すると実家を出て独居を決意し、改名して新たな生活を始めた。中学時代には、スターを追いかけるのが大好きで、渋谷系ギャルの装いをすることが多かったが、大学在学中に舞台女優になり、後には自由を求めて大学を退学した。日本の伝統的な和の文化に触れて、魅了されたことを機に、考えは徐々に変化していった。20歳から茶道、華道、和服を学び始め、茶道裏千家初級の資格と、和装着付け資格に合格した。また、雅楽の龍笛奏者でもあり、京都ハクビ着物学院銀座校着付け教室で講師を務める。日常生活においても、過ごす時間の半分は和服を着ている。2016年には和服モデルに応募して採用された。写真作品によって和の文化を海外に発信した。2020年東京オリンピックに際しては、来日する観光客に和服を着てもらうボランティア活動をしたいと表明していた。
歴史を愛好しており、時代劇女優としても活動し、坂本龍馬の妻であった楢崎龍の役を演じたこともある。また、日本のアニメ作品も大好きである。TOKYO和文化プロジェクトおもてなし大使や、靖国神社崇敬奉賛会青年部「朝凪（あさなぎ）」の理事も務めた。また、退役軍人への慰問にも関わってきた。第二次世界大戦中の日本の侵略行為は誤りであったと考えているが、戦争の是非は別として、祖国のために戦った人々への敬意を表している。2016年のミャンマーのロヒンギャ危機や、新疆ウイグル自治区の再教育キャンプの状況をきっかけに、海外の社会問題にも関心を向けるようになり、国連難民高等弁務官事務所に毎月5,000円を寄付し続けている。

## 香港民主化に関連した見解と活動

### 香港における逃亡犯条例改正案反対運動への声援
香港で逃亡犯条例改正案反対運動が起こる前から何度か香港を訪れており、香港人の友人も多い。香港への愛着を表明しており、特にビクトリア・ハーバーの夜景がを見るのが好きで、香港は美しいと率直に語っていた。TwitterなどのSNSで香港人たちの抗議活動を知り、テレビで周庭が2019年逃亡犯条例改正案について解説しているのを見た後、2019年6月13日に、当時25歳だった彼女は渋谷で開催された「香港の自由と民主主義を守る緊急行動」に参加した。これは彼女にとって、人生初のデモへの参加でもあった。翌日、6時間後に名古屋でデモがあることを知り、仕事を中断して東京から東海道新幹線で名古屋に向かい、金山駅前でのデモに参加し、演説した。演説の翻訳版はその後インターネット上にアップロードされ、40万回以上再生された。彼女は、この修正案が可決されれば香港はもはや香港ではなくなり、中国共産党が台湾や東アジア全域、さらには日本の沖縄や東京にまで影響力を拡大するおそれを懸念している。
2019年6月29日、東京で逃亡犯条例改正反対デモを開催したが、これは彼女にとって初めてのデモ開催申請でもあった。平野は毎週土曜日に「世界と共に香港を守る連帯行動」として日比谷公園から東京駅までデモをおこなうと宣言した。デモの開催のためモデルとしての仕事も断るなどし、自費で横断幕を制作した。デモへの参加者数は予想を下回ることが多く、平野は日本における政治への冷たい姿勢を嘆いた。平野は、香港に声援を送ったことを決して後悔しないとし、香港を守るために死ぬ覚悟もあると述べた。彼女はまた、神社で絵馬に書かれた「光復香港、時代革命」という文字を消したり、逃亡犯条例改正案反対する行動へ他人が声援を送ることを妨げるといった大陸の中国人の一部の行為にも憤っている。
デモ行進の開催のほかにも、ネット上で声援を送る形で香港情勢を紹介し、募金活動もしており、さらに、「#eye4hk」チャレンジに応じて右目を手で隠した自撮り写真を投稿した。彼女の声援はネチズンたちの注目を集め、インスタグラムのフォロワーは1時間で3倍に増えた。2019年8月11日、彼女はコミックマーケット（C96）で、日本に留学中の学生数名とともにヘルメットやマスクなどを着用し、香港のデモ参加者のコスプレをした。9月6日には、香港で民間記者会に出席し、香港の警察が8月31日に日本人を無差別に逮捕し、総領事館への連絡も許さなかったと述べた。また、9月3日の夜に、自身は太子駅にいたが、その後Twitterで21歳の若者が頚椎損傷を負ったことを知り、非常に怒りを覚えたと述べている。香港人とともに徹底的に戦うという決意を表明し、香港の逃亡犯条例改正案反対運動を支持したため、中国政府を支持するいわゆる五毛党から常々攻撃され、殺害の脅迫さえ受けたとも述べた。平野雨竜は、7月に日本で募金を開始し、11月初旬までに170万円を集めることに成功して、10万香港ドルを612人道支援基金に寄付した。
2024年6月、香港への入国を試みたが入国管理局により入国規則第11条に基づき入国を拒まれ国外退去となった。

## 沖縄に関する見解

### 地政学的な安全保障
台湾に対する中国の軍事的・政治的圧力が強まることで、沖縄や与那国島など台湾に隣接する地域における日本の安全保障が、直接的に脅かされることになると強調した。

### 琉球人は中華民族であるという中国の主張への反論
中国では「琉球人は日本人ではなく中華民族だ。彼らは祖国（中国）に復帰したがっている」といったナラティブが広がってきている。
平野は中国は「中華民族」の範囲を意図的に拡大し、琉球人を含めようとしていると指摘をし、中国への警戒感を述べた。

## 台湾に関する見解
平野雨龍は、社会運動や政治活動において一貫して「民主主義の擁護」と「情報安全保障の確保」を中心に行動してきた。この視点から、彼女は台湾と日本の関係における情報戦・世論戦に強い関心を示し、両地域社会に対して、跨境かつ複数プラットフォームで展開される「無声戦争」が個人の日常生活や意思決定にも影響を及ぼすことを繰り返し警告している。

### 台湾に対する安全保障・情報戦の認識
平野は、台湾と日本の連動する安全保障環境を強く意識しており、「もし台湾が中国による侵略を受ければ、日本の将来にも重大な影響が及ぶ」と述べている。この発言は、地理的近接性や経済・政治的結びつきの強さから、台湾の運命が日本の安全保障に直結しているという認識を示している。さらに、平野は過去の香港支援活動においても、台湾と日本を含めた三地域を中国の拡張に対抗する共通防衛ラインとして位置付けてきた。
台湾の情報安全に関しては、台湾政府の公開資料によると、2024年時点で台湾政府のネットワークは1日平均240万件以上のサイバー攻撃を受けており、前年度から倍増している。その大半は中国のサイバー部隊によるものと推測され、平野はこれを「理論上の問題ではなく、デジタル上の現実的圧力」として位置付けている。

### 情報戦と個人の責任
平野は、デジタル時代における情報戦を国際政治上の重要な戦場と捉え、台湾・日本・香港の運命が相互に密接に関連していると指摘する。また、情報戦における危険は単に攻撃を受けることだけでなく、利用者が無意識のうちに特定の情報だけを受け取る状況に置かれることにもあると警告する。
一方で、個人の注意力や行動によって防御を強化し、真実に基づいた情報へのアクセスを維持することは可能であり、これは各個人が情報戦において保持できる「主権」であると述べている。

## その他の活動
新疆ウイグル再教育収容所関連問題では、「ウイグル証言漫画小冊子プロジェクト」を企画し清水ともみのウイグル証言漫画を小冊子化。天安門事件関連でのイベントでも登壇している。

## 選挙
2025年7月の第27回参議院議員通常選挙に際し、「国会に平成生まれの女性を!」などと訴えて、無所属で東京都選挙区に出馬したが、落選した。東京選挙区は32人が出馬し、平野は235,411票を獲得して14位となったが、これは政党の背景をもたない無所属候補としては最も多い得票であった。

### 街頭活動と妨害行為
2025年7月、新宿駅南口での街頭演説中、中国人とみられる人物から中指を立てられる、飲料をかけられる、マイクを奪われそうになるなどの妨害行為を受け、SNS上で拡散され注目を集めた。こうした妨害行為は複数回にわたって報告されており、平野は「微博やビリビリ動画で取り上げられているため、中国人観光客が意図的に現場を訪れている」と述べている。
選挙戦期間中には、中国人とされる人物から妨害や嫌がらせを受ける場面も見られたが、それらを受け止めつつも活動を継続。また、SNS上では国籍に関する誤情報も流布されたため、自ら戸籍謄本を公開し、日本国籍であることを明らかにした。
7月16日には中国大使館前で声明を発表し、日本がウイグル、チベット、南モンゴル、香港のような状況になることを許さないと宣言。平野は中国共産党による民族抑圧や文化破壊、人口侵入を批判し、日本は日本人のものであり、その文化や生活が侵されることは許されないと主張した。さらに、中国の移民政策が日本国民の生活を破壊していると指摘し、多文化主義の名の下に声を上げられない日本人がいる現状を問題視。日本の尊厳を守るために立ち上がり、中国による日本の弱体化を許さず、日本が華人を優先する国になることに反対すると述べた。

### 政策・主張
平野は外国人問題を選挙の主要テーマとし、特に中国人に対する規制を政策の柱と位置付けている。掲げる6つの重点政策は以下のとおり：
- 中国人に対する入国規制
- 中国人による土地取得の規制
- 中国人の日本国籍への帰化基準の厳格化
- 中国人向け経営管理ビザの制限
- スパイ防止法の制定

これらの政策について平野は、「移民全体ではなく、特に中国人に対する対応が必要である」と主張しており、「人口侵略」の懸念を挙げている。具体的には、「日本国内の中国人は100万人を超えており、将来的に政治的影響が無視できない規模に達する可能性がある」としている。また、現行の「5年在住での帰化」が緩すぎるとし、基準の見直しを求めている。
また、リベラル派の記者の望月衣塑子に対し、「（中国人を）『追い出せ』とは一言も言っていない。『帰化を取り消すべき』とも言っていない。厳格化だ」。「中国の方たちを弾圧しようとか？」「自身の発信で分断や差別が生じることを望んでいないのか」と尋ねると、平野は「望んではいない」と反論している。
また、望月に対し、「弾圧された民族と一緒に活動し、声を聞いたからこそ、言わなければならない」、「中国の脅威はうすうすと感じていたが、（香港デモに関わり）中国の脅威を肌身で感じた。次は日本の番だ」と述べている。

### 国際的な関心と活動
平野は台湾メディアでも多く取り上げられ、現地からの支援を受けていると述べている。2024年には台湾を訪問し、総統選を視察。香港への入境を拒否されたことについては「当然」としつつ、「現地を自分の目で見ることが信条」として、各国の政治情勢を視察してきたという。2024年には台湾を訪問し、総統選を現地で視察。台湾の若手政治家に共感を示し、今後は日台関係の強化に尽力したいと述べている。

### 市民啓発活動
ウイグル問題については、証言を漫画化し無料配布する小冊子を制作。クラウドファンディングで資金を募り、約3年間にわたり継続していた。この活動は台湾でも注目を集めた。

### 自身のアイデンティティ
平野は自らを「大和民族」と位置づけ、その意識の形成において「香港民族」という概念に影響を受けたと述べている。「国や民族を守るために命を懸ける覚悟」が必要だと訴え、長期的な視野で政治活動を続けていく意向を示している。

## 国籍、通名等の疑惑と反論
平野雨龍氏は、7月の参院選東京選挙区に無所属で立候補して落選後、出自や経歴に関するネット上の臆測についてX（旧Twitter）で言及。流言は事実無根と否定し、関わる人々への影響を謝罪した上で、「自分の言葉と行動で前に進む」と表明。以前には本名「荻野鈴子」の出生戸籍を公開し、通称使用についても説明している。

### 中国による認知戦の可能性
矢板明夫は自身のFacebookで、社会運動家で「日本の反送中女神」と呼ばれる平野雨龍が台湾を訪問し、自由で開かれたインド太平洋戦略をテーマとする智庫の研討会に出席する予定であることを共有した。その際、一部のユーザーから「平野雨龍は香港出身で日本に帰化した人物であるにもかかわらず、日本社会に過去を隠しているのではないか」との指摘が寄せられた。
矢板は、この件について日本国内のネット上で平野が香港出身である可能性について議論が多く存在することを認めつつも、これが「中国による認知戦」であることと関連づけて説明した。彼女の主な政治的立場は「反共・抗中」である。矢板によれば、平野の支持者や一部のメディア関係者により、彼女が香港出身であることや過去の発言が「日本社会に対する不誠実さ」や「本当の日本人ではない」という疑念として拡散され、選挙活動に影響を与える意図があったと指摘される。
平野自身は、選挙期間中に家族の戸籍や構成を公開し、祖父母の代まで全て日本人であること、本人も千葉県出身であることを明らかにした。一方、彼女が過去に自媒体で香港に対する支援を表明したことや、芸名として用いた「雨龍」という名前が日本名として一般的でないことが、誤解や憶測の原因になったとされる。
矢板はまた、同様にオーストラリアの人物が中共高官の家族であるにもかかわらず台湾人と誤認された事例と対比し、平野の場合は事実上日本人であるにもかかわらず香港出身と誤伝されたことが、いわゆる「認知戦」の一例であると指摘した。この事例は、台湾と日本が協力して中国からの情報戦・政治的圧力に対抗する重要性を浮き彫りにするものとされる。

### 誹謗中傷への法的措置表明
2025年8月20日、参院選後に続く誹謗中傷に対し、平野雨龍は法的措置を取る方針を公式Xで表明した。弁護士と協議の上で準備を進めていると述べ、「冷静に責任ある対応を行う」とした。

## 舞台
- VOATアクターズスタジオ第2回本公演「大きな虹のあとで〜不動四兄弟〜」（2012年）[39]
- 東京俳優市場2013 「チャレンジャーズ・ハイ!」（2013年）[40]
- girls museum presents Short Sweet Story 新学期編 「音たまじゃくし♪」（2013年）[41]
- 劇団スプーキーズ 「おおきに龍馬」（2015年）[42]